# Simion Pop
Simion Pop (n. 25 septembrie 1930, Maramureș, România – d. 12 mai 2008, Pécs, Ungaria) unul din cei trei fii aii lui Teodor Pop și al Rozalei (n. Ciocean) o familie de țărani simpli, de confesiune ortodoxă. A fost scriitor, jurnalist și diplomat român, primul ambasador al României în Ungaria dupa Revolutia din decembrie 1989, în perioada 1990-1992.
Și-a făcut studiile gimnaziale si liceale la Satu Mare și studiile universitare la București, la Școala de Literatură și Critică Literară, numită după Mihai Eminescu (1950-1951) și la Academia de Științe Sociale, numită după Ștefan Gheorghiu (absolvită în 1968). 
Prima sa operă literară a fost publicată în Almanahul Literar în 1952, apoi a publicat în rubricile revistelor Tribuna, România Liberă, Gazeta Literară și Viața Românească. A fost redactor la Radiodifuziunea Română, vicepreședinte al Uniunii Scriitorilor din România (1958-1968), redactor la ziarele de Maramureș și județul Satu Mare ulterior redactor-șef al revistei România pitorească și al publicațiilor de turism pentru străinatate, între care se evidențiază Vacanțe în România.

## Literatură
De-a lungul vieții, a publicat sute de articole în reviste și ziare din România și din străinătate, precum și circa 30 de volume, ce acoperă un spectru larg de genuri literare: romane, nuvele, poeme, reportaje și memoriale de călătorie, eseuri, dar și scenarii pentru unele reportaje/filme documentare TV. „A abordat cu entuziasm și compasiune diverse genuri literare, prin care a încercat să examineze realitatea imediată și istoria recentă, din perspectiva explorării demnității umane, confruntându-se cu istoria și poruncile morale.”
- Romane: "Triunghiul", Editura pentru Literatură, edițiile 1964 și 1967; "Criza de timp"[6], Editura Eminescu, 1969; "Amfora sabină", Editura Ion Creangă, 1970; “Marșul alb”, Editura Albatros, edițiile 1974 și 1979; "Bestiariu (zooroman), Editura Dacia, 1981; "Student la istorie", Editura Cartea Românească, 1985; "Luptătorul fericit și iubirea lui pătimașă", Editura Albatros, 1979; "Excelența Sa", Editura Du Style, 1997.

- Nuvele: “Pământul spînzuratului”, Editura de Stat pentru Literatură și Artă, 1957; “Afișe de bal”, Editura de Stat pentru Literatură și Artă, 1960; “Faetonul”, Editura Albatros, 1970; "Nord", Editura Eminescu, 1972; “Sînt fiul lui Nan”, Editura Ion Creangă, edițiile din 1972 și 1990 (a doua ediție a primit titlul “Călare pe lup”).

- Volume de versuri: "Fotograful de îngeri", Editura Cartea Românească, 1980; “Debarcând în amurg”, Editura Dacia, 1990; “Ultimul unicorn” (coautor împreună cu Judit Nádor), Editura Dacia, 1990.

- Reportaj și memorial de călătorie: “Călătorie cu bucluc”, Editura Tineretului, 1955; “Lauda tinereții”, Editura Tineretului, 1956; "Paralela 45", cartea întâi, Editura Tineretului, 1958, cartea a doua, Editura Eminescu, 1970 și cartea a treia, Editura Sport-Turism, 1981; “Anul 15”, Editura Tineretului, 1959; "Pieton în Cuba", Editura pentru Literatură, 1963; “Orga de bambus”, Editura pentru Literatură, 1966; “Ploaia bleu”, Editura Albatros, 1970; “Nord”, ediția întâi, Editura Eminescu, 1972, ediția a doua, Editura Dacia XXI, 2011; “Civica”, Editura Albatros, 1973; “Jurnal hellenic”, Editura pentru Turism, 1976; “Amfitrion”, Editura pentru Turism, 1976; "Cartea Chinei", Editura Cartea Românească, 1977; “Cimitirul vesel” (monografie și album despre cimitirul de la Săpânța) ediții în limbile română, franceză, engleză și germane, Editura pentru Turism, 1972; "Orașe infidele", două volume, Editura Sport-Turism, 1985 și 1986; "Nomad în Mesoamerica", volumul I, Editura Cartea Românească, 2001.

- Eseuri: "Sinele-Câinele", Editura Muzeul Literaturii Române, 2005.

Traduceri integrale sau fragmentare ale operei sale au apărut în Ungaria, Polonia, Republica Democrată Germană, Rusia, SUA, Danemarca etc.
La rândul său a tradus, in colaborare, cărti ale lui Horacio Quiroga și Franz Kafka (America, 1970, traducere reeditată în 2006 și 2013).

### Analiză

Trilogia "Paralela 45" reprezintă, întrucâtva, “marca” distinctă a reporterului Simion Pop. Traversând treizeci de ani de realitate românească (1950-1980), ea s-a născut dintr-o provocare a vieții oarecum răspândită în anii ’50 dar, care, pe termen lung, se va dovedi o oportunitate. Părinții autorului fiind declarați, peste noapte, “chiaburi de-ai Anei Pauker” (deși dispuneau doar de un infim lot de pământ pe care-l lucrau pentru propria subzistență), Simion Pop, pe atunci în vârstă de doar 22 de ani, a fost îndemnat imperativ de președintele de atunci al Radiodifuziunii, Mihail Roșianu, un om luminat, să părăsească un timp Bucureștiul și să-și găsească “o temă de documentare perpetuă, de peregrin prin țară, pînă ce lucrurile vor lua alt curs” ("Paralela 45", cartea întâi, Editura Tineretului, 1958, p. 5). Așa s-a născut primul volum al acestei trilogii reportericești, ce avea să fie ulterior distinsă cu premiul Academiei Române. Între timp, “călătoria-șansă s-a preschimbat în călătorie-destin”, la intervale de aproximativ un deceniu apărând mai întâi a doua, apoi și a treia carte din această serie (volumul al treilea cuprinzând între coperțile sale și largi extrase din cele două volume anterioare).  
Volumul “Nord”, prin simbolurile ornamentale, tradițiile și realitățile istorice reprezentive deslușite în text, dar și ilustrațiile proprii ale autorului, oferă o cheie complexă de înțelegere a regiunii natale a scriitorului, Maramureșul, pe care acesta o definea ca fiind “o poartă de intrare în țară, în neam, în istorie, în spiritualitatea și civilizația românilor”.  

Medalile României pentru merite deosebite în muncă, din 1969 si 1974

Ordinul Meritul Cultural clasa a III-a, 1971

În volumul “Amfitrion”, scriitorul celebrează “știința și arta de bună gazdă” a poporului român care – susține autorul – “sînt dimensiuni ale sinelui, fac parte din celula genetică, se cuprind – precum dorul – în merindea etică a neamului” (“Amfitrion”, Editura Sport-Turism, 1976, p. 5 ). Împrejurarea l-a determinat pe scriitorul Ioan Grigorescu, care a recenzat volumul, să conchidă: “În “Amfitrion” Pop Simion nu mai face reportaj, ci poem în proză. Perfect traductibil, pe înțelesul tuturor graiurilor pămîntului” (Scînteia, 22 iulie 1977).    
O întreprindere scriitoricească inedită o oferă ciclul de două volume intitulat Orașe infidele. Asumându-și condiția “veșnic-peregrinului” și de “notar al timpului, ciclul oferă, în cuvintele autorului, “un vagabondaj spiritual mapamondic prin nouăzeci și nouă de orașe ale planetei” dezbărat “de regulile sacrosante ale așa zisei obiectivități de tip academic care ne strepezește mintea uneori” ("Orașe infidele", volumul întâi, Editura Sport-Turism, 1985, p. 6, 9).
Romanul "Excelența Sa", reprezintă o “spovedanie” ce vorbește despre o aventură umană în care efemerul socio-politic se întrepătrunde cu focul iubirii la maturitate – convergența experiențelor sale ambasadorială și sentimentală târzie, la Budapesta.
Cartea "Nomad în Mesoamerica" (care trebuia să cuprindă două volume, dar din care a apărut doar primul volum, “Vis amerindian”), condensând experiența de pelegrin a autorului prin 16 țări ale Americii Latine, din Mexic până în Patagonia, oferă o imersiune inedită în culturile străvechi latino-ameriane (olmecă, aztecă, mayașă, incașă, etc), dar și un drum spiritual-inițiatic la capătul căruia cititorul atent sfârșește prin a se regăsi pe sine însuși. Volumul al doilea, finalizat și pregatit pentru tipar de către autor, înainte de deces (2008), a rămas în manuscris și își așteaptă încă publicarea.
Volumul de eseuri "Sinele-Câinele", ilustrat de autor și având subtitlul sugestiv de “ideogramele unui bătrânăr” oferă o lectură care sintetizează și distilează, prin scurte enunțuri, cugetări și axiome, cu doar trei ani înainte de intrarea autorului în eternitate, înțelepciunea acumulată de scriitor pe parcursul unei întregi vieți.

## Radio România
La începutul anilor 1950 înregistrările pe bandă magnetică erau în creștere, ceea ce a făcut posibil ca mult mai mulți autori români reprezentativi să fie înregistrați audio. A fost și debutul multor emisiuni culturale care au fost difuzate la radio, precum Odă limbii române și Viața cărților la care Simion Pop a fost adeseori invitat la microfon. În primăvara anului 1954, în calitate de redactor al Radiodifuziunii Române, a înregistrat vocea lui Ion Agârbiceanu și Lucian Blaga, pe vremea când regimul comunist le interzisese publicațiile. Pentru îndrăzneala sa, el a fost retrogradat timp de șase luni și i s-a retras dreptul de semnătură timp de trei luni. Cu toate acestea, banda s-a păstrat, iar în anul 2007, împreună cu alte înregistrări importante aflate în stare critică, Servicul Patrimoniu al Societății Române de Radiodifuziune a selecționat-o pentru a fi propusă Grupului Internațional pentru Arhivele în Pericol de pe lângă UNESCO.

## Ambasador
După Revoluția română din decembrie 1989 și schimbarea de regim politic, între 1990 și 1992, a condus ambasada României la Budapesta, într-o perioadă în care relațiile dintre România și Ungaria erau tensionate, iar drepturile comunității românești din Ungaria erau doar parțial recunoscute de statul maghiar. Pe întreg parcursul mandatului său de ambasador a întreținut relații strânse cu comunitatea românească din Ungaria. Susținând activitățile Uniunii Culturale a Românilor din Ungaria. Datorită eforturilor sale, în 1992 a luat ființă la Budapesta Institutul Cultural Român. Deși a fost nevoit să demisioneze din funcție la jumătatea mandatului de ambasador din motive de sănătate, a continuat să întrețină strânse legături cu Ungaria și comunitatea românească din Ungaria.

## Premii si decorații

Medalia Academiei Internaționale de Turism

I s-a decernat premiul Academiei Române, în două rânduri consecutive, pentru primul volum al trilogiei “Paralela 45”, și, respectiv, pentru cartea de reportaje “Anul 15”, premiul Asociației Scriitorilor din Brașov pentru romanul “Criza de timp”, premiul Uniunii Scriitorilor pentru cartea de călătorie “Orga de bambus” și premiul Raph Alofs al Federației Internaționale a Jurnaliștilor și Scriitorilor de Turism (FIJET), pentru cărțile de călătorie, ”Orga de bambus”, “Jurnal hellenic” și "Cartea Chinei".
A primit in două rânduri medalia României pentru merite deosebite în muncă, în 1969 si în 1974, cu prilejul celei de-a 25-a aniversări, respectiv împlinirii a 30 de ani de la eliberarea Patriei de sub dominația fascistă (este vorba despre actul istoric de la 23 august 1944, prin care Romania a părăsit alianța cu Germania celui de-al III-lea Reich și s-a alăturat coalitiei antifasciste - URSS, SUA, Marea Britanie).
La 20 aprilie 1971 a fost decorat cu Ordinul Meritul Cultural clasa a III-a „pentru merite deosebite în opera de construire a socialismului, cu prilejul aniversării a 50 de ani de la constituirea Partidului Comunist Român”.
A fost ales membru al Academiei Internaționale de Turism (Academie Internationale du Tourisme) ce-și are sediul în principatul de Monaco și care a funcționat sub înaltul patronaj al principelui Rainier al III-lea, principele principatului de Monaco. Simion Pop, ca reprezentant al României și un reprezentant al R.S.F. Iugoslavia, au fost singurii membri ai unor țări socialiste acceptați în acest înalt for internațional (la acea vreme Iugoslavia era țară socialistă, dar neutră, pe când România nu era doar țară socialistă, ci făcea parte și din blocul politico-militar al Tratatului de la Varșovia). Pentru merite deosebite în promovarea turismului internațional Academia Internatională de Turism i-a decernat o medalie.

### Decorații
- Medalia Muncii (13 octombrie 1953) pentru contribuția sa la „munca de pregătire și desfășurare a celui de-al IV-lea Festival Mondial al Tineretului și Studenților pentru Pace și Prietenie⁠(d)”[13]
- Ordinul Muncii clasa a III-a (10 august 1964) „pentru merite deosebite în opera de construire a socialismului, cu prilejul celei de a XX-a aniversări a eliberării patriei”[14]

## Viața personală

De la stânga la dreapta: Pop Emilia (n. Căldăraru, prima soție a lui Pop Simion), Pop
Adrian (fiul lui Pop Simion), Pop Simion, Pop Sabina-Larisa (fiica lui Pop
Simion)

În copilărie, îi plăceau plimbările lungi în natură și să meargă la pescuit. Mai târziu și-a descoperit pasiunea pentru pictură, iar unele dintre cărțile sale includ schițe personale desenate de mână. S-a căsătorit cu Emilia Căldăraru poetă și redactor la redacția revistei pentru copii Luminița. Împreună au avut un fiu și o fiică. Au locuit în București, dar au avut și o mică căsuță de vacanță în comuna Vărbilău, județul Prahova, unde le plăcea să se retragă, să se odihnească, să scrie, să deseneze și să picteze. 
În 1968 a fost implicat într-un accident de mașină foarte grav la Breaza din județul Prahova, alături de alți scriitori (dintre care Nicolae Breban, care era un bun prieten al lui) aproape pierzându-și viața. A fost internat dupa accident la spitalul din Băicoi, judetul Prahova, unde a fost salvat de la moarte de chirurgul Xenakis, căruia i-a dedicat romanul "Criza de timp", publicat in 1969.

Călătorie în jurul lumii în 1998

După decesul primei sale soții în urma unei boli necruțătoare, în 1988 și preluarea mandatului de ambasador la Budapesta, în 1990, s-a recăsătorit cu o artistă plastică spaniolă de origine maghiară, Judit Nádor. După pensionarea sa, împreună cu ea, a efectuat într-un van, la sfârșitul anilor 90, un lung periplu pe continentele european, american și asiatic. 

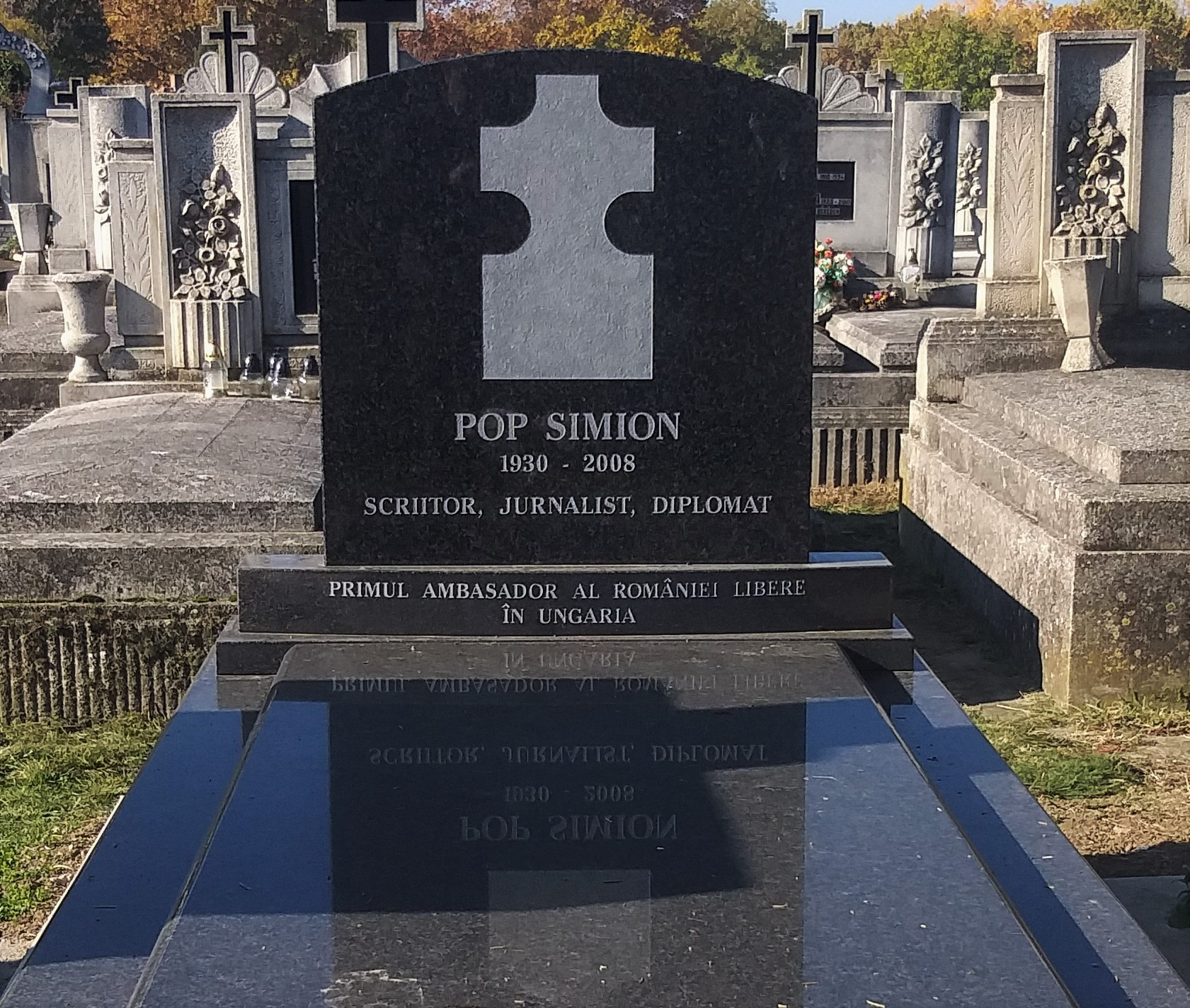
Simion Pop a fost înmormântat în cimitirul parohial ortodox al Parohiei Sfânta Cuvioasă Parascheva a comunității românești din Gyula (Jula)

În ultimii ani ai vieții sale, și-a găsit refugiul în împrejurimile orașului Pécs, în Ungaria, unde a locuit și creat, alături de cea de a doua sa soție. S-a stins din viață la 12 mai 2008 la Pécs și a fost înmormântat în cimitirul parohiei ortodoxe Sfânta Cuvioasă Parascheva a comunității românești din Gyula (Jula).